# Ion Aurel Candrea
Ion Aurel Candrea sau Ion-Aurel Candrea (numele la naștere Iancu Hecht; n. 7 noiembrie 1872, București, România – d. 15 septembrie 1950, Paris, Franța) a fost un lingvist, filolog și folclorist evreu român, profesor universitar la Facultatea de Litere din cadrul Universității din București.

## Biografie

### Copilăria și tinerețea
Candrea s-a născut în anul 1872 într-o familie de evrei din București, sub numele Iancu Hecht. Părinții săi, Marcu Hecht, tehnician constructor, și Rachel, erau originari din Galați. El și-a adăugat în tinerețe numele de familie românesc Candrea, sub care a devenit cunoscut.
A urmat cursurile Liceului „Gh. Lazăr” din București, apoi ale Facultății de Litere și Filosofie (1892-1896), unde l-a avut profesor pe B. P. Hasdeu. În vremea studiilor în România a publicat mai multe lucrări în domeniu, între care „Poreclele la români” și „Influența țiganilor asupra literaturii poporane românești”. Și-a continuat specializarea în romanistică, lexicografie și geografie lingvistică, între 1897-1902, la Sorbona și la École Pratique des Hautes Études din Paris, avându-i ca profesori pe Gaston Paris, Antoine Thomas, Paul Meyer, Émile Picot și Jules Gilliéron. Și-a susținut în 1902 teza de doctorat intitulată Les éléments latins de la langue roumaine. Le consonantisme (Elementele latine ale limbii române.Consonantismul). 
Vreme de trei ani Candrea-Hecht a predat, între altele, limba română la Școala Specială de Limbi Orientale vorbite la Paris, unde l-a suplinit pe Émile Picot.În timpul șederii sale la Paris l-a cunoscut pe Sextil Pușcariu, cu care a avut numeroase discuții rodnice reciproc în probleme de etimologie românească. Pușcariu, în pofida ostilității sale față de evrei, l-a amintit și apreciat ca om și cercetător în memoriile sale „Călare pe două veacuri" (București, 1968), scrise în anii de după cel de-Al Doilea Război mondial.

### Activitatea științifică și pedagogică în România
Din 1903 a lucrat ca profesor de limba franceză la liceul „Frații Buzești” la Craiova și la liceul „Mihai Viteazul” din București, iar în 1913, după strădanii din partea colegului său, profesorul Ovid Densusianu, a fost cooptat în postul de conferențiar la catedra de filologie romanică la Universitatea din București. Apoi în 1922 a devenit docent și, din 1927, profesor universitar la catedra de dialectologie și folclor românesc. Alături de Ovid Densusianu, a participat la fondarea, în 1905, a Societății Filologice Române, precum și la publicarea „Buletinului” acesteia. A avut preocupări în diverse domenii ale lingvisticii (lexicologie, lexicografie, dialectologie, toponimie, antroponimie), filologiei (critică textuală) și ale folclorului.
În anul 1938 a ieșit la pensie. În iulie 1943 regimul Antonescu a decis să-l includă, ca „român”, alături de Henric Sanielevici, printre cele câteva zeci de evrei care nu și-au pierdut drepturile în urma legilor rasiale împotriva evreilor adoptate în anul 1940.
În 1948, în perioada consolidării regimului comunist în România, Candrea a emigrat în Franța. A murit la Paris în anul 1950.

#### Contribuții la etimologia limbii române
Candrea s-a interesat în mod deosebit de etimologia cuvintelor romanesti, mai ales a celor de origine latină, începând cu studiul său din 1893 „Câteva substrate latine vulgare”. El a reconstruit după metoda istorică-comparatistă cuvinte prototip din latina vulgară care au putut sta la baza unor cuvinte românești, și care au fost acceptate în literatura de specialitate, ca de pildă „a alerga” de la „allagare”, „cheag” - de la „clagum”, „găleată” de la „galleta”, „ghem” de la „glemus”, „maț” de la „matia”, „viață” de la „vivitia” etc.
A continuat aceste studii cu articolul sau Étymologies roumaines (1902) și cu „Din elementele latinești ale limbii române” publicat în Convorbiri literare în anul 1905, între altele găsind originea latină a unor cuvinte ca „a dărâma”, „a adia”, „anin”, „mistreț”, „mesteacăn”, „adăpost”, „adevăr”, „arăta”, „călca”, „deștept”, „flămând”, „a mușca” etc.
A avut o contribuție substanțială la redactarea, împreună cu Ovid Densusianu, a „Dicționarului Etimologic al limbii române” (1907-1914), în care a prezentat soluții sofisticate pentru numeroase dileme etimologice. Dicționarul, care a rămas neterminat, încheindu-se cu verbul „a putea”, și-a păstrat relevanța până în zilele noastre și a fost reeditat în secolul al XXI-lea sub îngrijirea lui Grigore Brâncuș.

#### Dicționarul Enciclopedic Ilustrat „Cartea Românească”
Împreună cu Densusianu, Candrea a început să lucreze la scrierea „Dicționarului general al limbii române din trecut și de astăzi” care a rămas și el neterminat, dar a servit drept bază la partea linguistică a Dicționarului Enciclopedic Ilustrat. pe care l-a publicat în 1931 împreună cu Gheorghe Adamescu în editura Cartea Românească. 
Adamescu a scris partea istorică-geografică a dicționarului.
Candrea a lucrat la acest dicționar vreme de 22 ani, el incluzând 43,269 cuvinte românești, însoțite de definiții, citate și de explicații etimologice. Deoarece în timpul Primului Război Mondial cartelele pe care a lucrat s-au distrus, el le-a reconstituit cu ajutorul soției, vreme de trei ani, ajungând la 425.000 cartele aranjate în ordine alfabetică în 140 cutii. Dintre miile de ilustrații ale dicționarului, 500 le-a desenat Candrea însuși.
Tudor Arghezi s-a numărat printre cei care au elogiat dicționarul la apariția lui. Din cauza originii etnice a lui Candrea , în perioada interbelică au fost oameni de știință și conducători de instituții de învățământ și culturale din România care s-au străduit să evite citarea din dicționarele pe care le-a redactat și nu le-au recomandat studenților.

#### Cercetări ale limbii române vechi
Candrea a adus contribuții însemnate și la cercetarea limbii române vechi din veacurile al XVI-lea- al XVII-lea, trecând în revistă principalele texte ale epocii. Se evidențiază în acest domeniu publicarea studiului său despre Psaltirea scheiană și comparația pe care a făcut-o între aceasta și alte psaltiri contemporane.

#### Contribuții la dialectologia română și studiul folclorului românesc
În spiritul învățăturii unuia din dascălii săi francezi, Jules Gillieron, Candrea a efectuat pe teren activități numeroase de colectare de date lingvistice și etnologice, incluzând completarea a 700 chestionare in circa 250 de așezări din România.
În anii 1906-1908 el a publicat împreună cu Ovid Densusianu și Theodor Speranția două volume intitulate „Graiul nostru.”

## Distincții
- Ordinul „Coroana României” în gradul de Comandor (31 mai 1932)[12]

## Scrieri
- Graiul din Țara Oașului, București, 1907 (prima monografie dialectală românească)
- Folclorul medical român comparat. Privire generală. Medicina magică, București, 1944; reeditare, Iași, Editura Polirom, 1999 ISBN 973-683-182-5
- Dicționar de proverbe și zicători, București, 1912; ediția a II-a de Ion Bratu, Târgoviște, Editura Bibliotheca, 2002 ISBN 973-9426-79-4
- Straturi de cultură și straturi de limbă la popoarele romanice, București, 1914
- Psaltirea Scheiană comparată cu celelalte psaltiri din sec. XVI și XVII traduse din slavonește, vol. I-II, edițiune critică, București, 1916
- Lumea basmelor. Studii și culegeri de folclor românesc, ediție îngrijită de Antoaneta Olteanu, București, Editura Paideia, 2001 ISBN 973-8064-76-7
- Iarba fiarelor. Studii de folclor din datinile și credințele poporului român. Preminte Solomon. Poreclele la români, ediție de Dan Horia Mazilu, Alexandru Dobre, Petre Florea, București, Fundația Națională pentru Știință și Artă, 2001 ISBN 973-85486-1-6
- Dicționarul etimologic al limbii române. Elementele latine (A - putea) (în colaborare cu Ovid Densusianu), București, 1907-1914; ediție îngrijită și studiu introductiv de Grigore Brâncuș, Pitești, Editura Paralela 45, 2003; 2006 ISBN 973-697-640-8
- Graiul nostru. Texte din părțile locuite de români, vol. I-II, București, 1906-1908 (în colaborare cu O. Densusianu și Th. D. Sperantia)
- Dicționarul enciclopedic ilustrat Cartea Românească (în colaborare cu Gheorghe Adamescu), tipărit între 1926 și 1931 în 7500 de exemplare